# Delmir & Delmon
Delmir e Delmon é uma dupla sertaneja brasileira de Minas Gerais.

## História
A dupla foi fundada em Minas Gerais nos anos 70.
Em 1973-1974, a 1ª formação do Trio Parada Dura se apresentava como Delmir, Delmon e Mangabinha.

## Discografia
Discografia:
| Ano  | Álbum                                | Artista(s)                     | Gravadora   |
| ---- | ------------------------------------ | ------------------------------ | ----------- |
| 1973 | Sincero Amor                         | Delmir e Delmon                | Chororó     |
| 1973 | Vida de Minha Vida                   | Delmir e Delmon                | Chororó     |
| 1975 | Sonhos da Vida Vol. 4                | Delmir e Delmon                | Chororó     |
| 1976 | Quebra Crista                        | Delmir e Delmon                | Chororó     |
| 1976 | Teus Olhos São Minha Vida            | Delmir e Delmon                | Chororó     |
| 1977 | Meu Grande Amor                      | Delmírio e Delmon              | Chororó     |
| 1978 | Delmírio, Delmom e Vanin Lopes       | Delmírio, Delmom e Vanin Lopes | Chororó     |
| 1978 | O Sanfoneiro do Momento              | Delmon                         | Chororó     |
| 1981 | O Ídolo Barra Pesada                 | Delmir                         | Diplomata   |
| 1987 | Delmir                               | Delmir                         | Diplomata   |
| 1987 | Minha Vida em Sua Vida               | Delmir e Delmon                | Chororó     |
| 1990 | Resposta do Gavião                   | Delmir e Delmon                | Chororó     |
| 1996 | O Rei do Xote: O Jacaré              | Delmir                         | Cometa      |
| 2000 | O Melhor de Delmir e Delmon          | Delmir e Delmon                | Chororó     |
| 2000 | 12 Super Sucessos de Delmir e Delmon | Delmir e Delmon                | Chororó     |
| 2002 | Sempre Fui Eu                        | Delmir e Delmon                | Chororó     |
| 2006 | Chamamé                              | Delmir, Delmon e Tostão        |             |
| 2006 | Bambuzal                             | Delmir, Delmon e Tostão        | Águia Music |
| 2006 | Resposta do Gavião                   | Delmir e Delmon                |             |
| 2007 | Calangando                           | Delmir                         |             |
| 2007 | Tô Doidão                            | Delmir Sollo                   |             |
| 2008 | Chororó                              | Delmon em Dose Dupla           | Chororó     |
| 2009 | Na Sanfona                           | Delmir, Delmon e Joselito      |             |
| 2010 | Furacão                              | Delmir, Delmon e Joselito      | Chororó     |
| 2013 | Esse Trem Tá Bão Dimais              | Delmon e Joselito              |             |